# Anka Novak
Anka Novak, slovenska etnologinja, * 28. oktober 1932, Mala vas pri Grosupljem.

## Življenje in delo
Novakova je leta 1959 diplomirala iz etnologije in slovenščine na ljubljanski Filozofski fakulteti. Po končanem študiju se je zaposlila kot kustosinja v kranjskem Gorenjskem muzeju. Kot raziskovalka se je ukvarjala z materialno in kulturno dediščino na Gorenjskem. Prispevala je k nastajanju nekaterih slovenskih hišnih muzejev; v Stari Fužini je uredila Planšarski muzej.

## Nagrade in priznanja
- 1993: valvasorjeva nagrada za življenjsko delo[3]
- Leta 1993 je za življenjsko delo prejela Murkovo priznanje.[2]